# ベルベル (スーダン)
ベルベル (アラビア語: بربر)はスーダン北部、ナイル川州の町であり、アトバラの北50キロメートル (31 mi)、アトバラ川とナイル川の合流点の近くに位置する。人口は26,203人（2008年国勢調査）。

## 概要
ベルベルの町は、ヌビア砂漠から紅海のスワーキンに至る古い隊商路の出発地であり、1906年のスワーキンからアトバラ川に近い合流点までのスーダン軍用鉄道の分岐線の完成後に町の重要性が示された。
イギリスの探検家サミュエル・ベイカーは1861年、アルバート湖の発見の際にベルベルを通過している。